# Polizia morale
La Polizia morale (in persiano گشت ارشاد‎, gašt-e eršâd) è un organo di polizia religiosa inquadrato all'interno della Forza disciplinare della Repubblica Islamica dell'Iran.

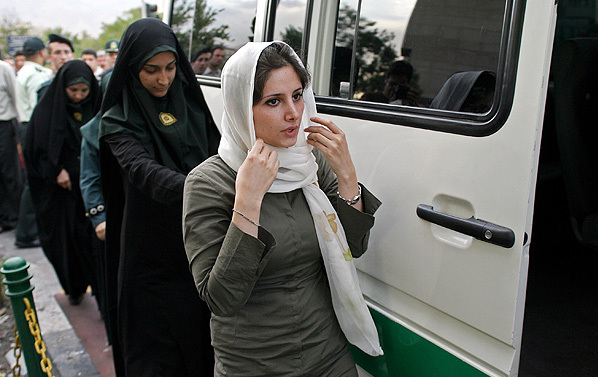
Una donna arrestata nel quartiere Vanak per non aver indossato correttamente l'hijab

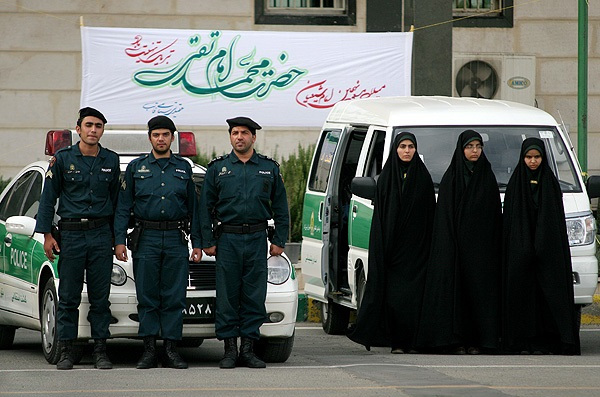
Polizia morale

È principalmente attiva nell'imporre l'applicazione di codice d'abbigliamento ritenuto idoneo dalla Shari'a, come garantire che le donne nel paese indossino lo hijab.
Ufficialmente smantellata nel dicembre 2022, è tornata attiva a luglio 2023.
Generalmente gli agenti della Polizia morale portano delle divise verdi e si spostano in camionette blindate, dove vengono caricate, arrestate e torturate le donne che violano le regole imposte.
Il suo ruolo e i metodi utilizzati sono al centro di polemiche, in particolare in seguito alla morte di Mahsa Amini e di Armita Geravand.
Il Dipartimento del tesoro degli Stati Uniti d'America nel settembre 2022 ha annunciato le sanzioni degli USA contro questa forza di polizia, in particolare dopo la repressione delle proteste per il caso Amini: "Condanniamo questo atto nei termini più duri e chiediamo al governo iraniano di mettere fine alla violenza contro le donne."
Misura simile applicata anche dall'Unione europea.